# József Zakariás
Dans le nom hongrois Zakariás József, le nom de famille précède le prénom, mais cet article utilise l’ordre habituel en français József Zakariás, où le prénom précède le nom.
József Zakariás était un footballeur hongrois né le 25 mars 1924 à Budafok, et décédé le 22 novembre 1971 à Budapest.

## Biographie
Il fit partie de la formidable équipe de Hongrie des années 1950, surnommée le onze d'or hongrois, au côté des joueurs exceptionnels qu'étaient Ferenc Puskas, Sándor Kocsis, József Bozsik ou encore Nándor Hidegkuti. Son rôle, au sein de l'équipe, était d'épauler Bozsik au milieu de terrain, mais il pouvait également jouer en défense aux côtés des excellents arrières qu'étaient Mihály Lantos (côté gauche), Gyula Lóránt (centre) et Jenő Buzánszky (côté droit).
Il était défenseur et / ou milieu défensif.

### Affaire du sosie lillois
József Zakariás va faire l'objet, bien malgré lui, d'une rocambolesque histoire de sosie et d'usurpation d'identité en 1954. Fin juillet, peu de temps après la fin de la coupe du monde, le LOSC Lille voit arriver un homme se présentant comme étant József Zakariás, membre de la fameuse équipe de Hongrie, ayant fui le pays et se proposant de signer au club du nord, champion de France 1954. Les dirigeants lillois, peu méfiants, ne voient que le splendide « coup » qu'il peuvent réaliser en le recrutant et lui signent un contrat. Après des épisodes plus ou moins surréalistes, dont une conférence de presse où le prétendu Zacharias prétendra avoir déjà tué un gardien de but du fait de son tir surpuissant, la vérité éclate lors d'un match amical où le joueur s'avère être d'un niveau consternant : József Zakariás est en Hongrie, et la personne qui a usurpé son identité est un ancien membre de la Légion étrangère, d'origine tchécoslovaque, assigné à résidence dans le sud de la France, faux footballeur et vrai mythomane ayant fait cela pour qu'on parle de lui.

## Carrière
- 1936-1941 : Budafoki MTE
- 1941-1944 : Kábelgyár SC
- 1944-1944 : Gamma FC
- 1945-1945 : Budai Baráztság SE
- 1946-1946 : Budai MSE
- 1946-1950 : Mateosz Budapest
- 1950-1950 : Teherfuvar SE
- 1951-1956 : MTK
- 1957-1958 : Egyertértés SE  Hongrie

## Palmarès
- 35 sélections et 0 but avec l'équipe de Hongrie entre 1947 et 1954.
- Médaille d'or aux Jeux Olympiques 1952, à Helsinki (Finale : Hongrie-Yougoslavie 2-0).
- Finaliste de la Coupe du monde de football 1954, en Suisse (Finale : RFA-Hongrie 3-2).